# Ли, Эми
Эми Линн Ли (англ. Amy Lynn Lee; род. 13 декабря 1981, Риверсайд, Калифорния, США), более известная как Эми Ли — американская певица-поэтесса и пианистка, вокалистка и клавишница группы Evanescence.

## Биография
Ли выросла в музыкальной семье, часто переезжавшей с места на место: сначала во Флориду, потом в штат Иллинойс, затем они остановились в Арканзасе, в городе Литтл-Рок, где и прошли её детство и юность. Отец — Джон Ли, диджей на местном радио. Своё имя получила в честь популярной песни 70-х годов «Amie». У Эми Ли есть сёстры Керри и Лори. Ли является представителем Национального центра эпилепсии и поддерживает проект «Out of the Shadows» (Выйти из тени). Её брат Робби умер от эпилепсии в 2018 году, а третья сестра умерла в возрасте трёх лет от болезни, ей Эми Ли посвятила песни «Hello» и «Like You», и именно поэтому не исполняет их на концертах.
С 9 лет училась играть на гитаре, профессиональная пианистка: около девяти лет своей жизни посвятила изучению приёмов исполнения академической музыки. Училась в Pulaski Academy до 2000 года (баптистская школа при монастыре). В школе пела в хоре и играла в спектаклях. По признанию Эми, в старших классах она была просто помешана на учёбе. Училась в школе с углубленным изучением искусства и занимала там пост руководителя школьного хора. Хобби: изобразительное искусство и ведение дневников.
Поведение Эми Ли в детстве было странным: она любила разыгрывать перед родными трагические эпизоды, ей не нравились сказки со счастливым концом. Родители были такому поведению удивлены, поскольку брат Эми Ли, Робби, и её сестры, Керри и Лори, вели себя как обычные дети. Однако в школе она проявила себя прилежной ученицей (особенно в старших классах). Благодаря отцу Эми Ли, кроме школьных уроков, начала брать уроки по пианино. Также отец начал сам лично учить Ли играть на гитаре. Кроме изучения музыкальных инструментов, Эми Ли начала изучать пение и пошла в школьный хор. После окончания академии переехала в Лос-Анджелес.
С Беном Муди познакомилась в летнем лагере, когда ей было 13 лет. Он услышал, как она играла на пианино, пришёл в восторг и подошёл познакомиться. Поначалу они встречались, затем был просто творческий союз.
Первые упоминания об Evanescence относятся к середине 1990-х годов. Такие песни, как «Give Unto Me» и «Understanding», а затем «My Immortal» и «Haunted» были написаны именно тогда; последние две написал Бен.

### Личная жизнь

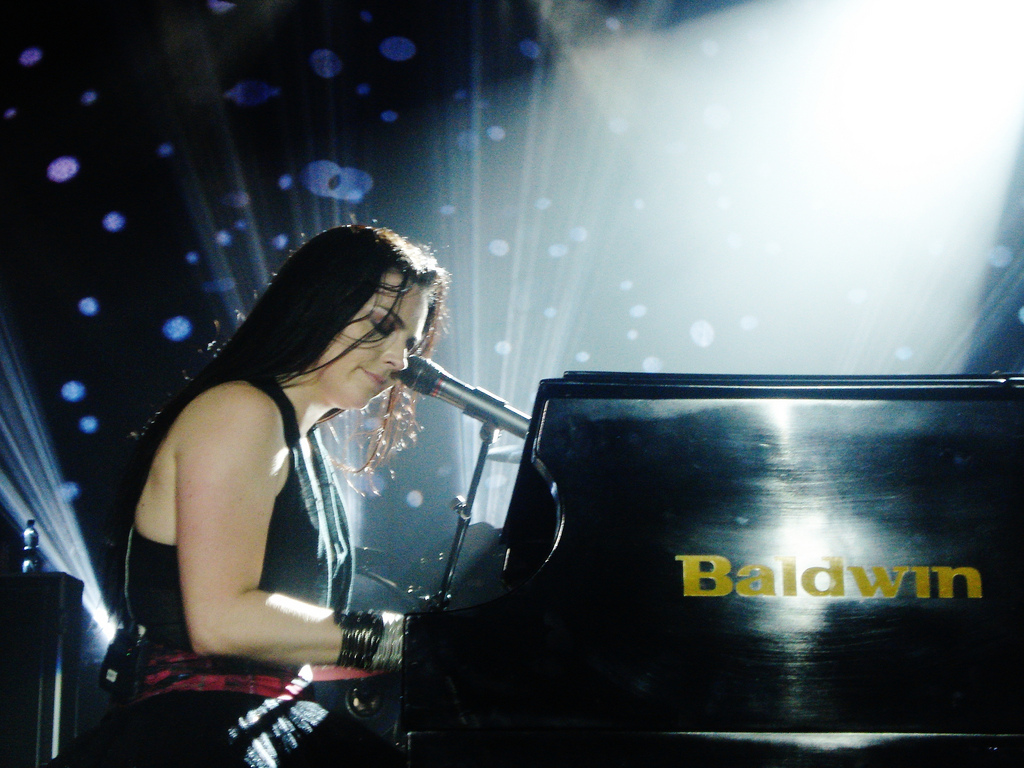
Эми Ли на концерте в 2011 году

С 2007 года замужем за психотерапевтом Джошем Харцлером (англ. Josh Hartzler). 19 января 2014 года через свой Твиттер объявила о своей беременности, 24 июля 2014 на свет появился их сын Джек Лайон Харцлер (англ. Jack Lion Hartzler).

## Дискография

### Evanescence
- Fallen (2003)
- Anywhere But Home (2004) (Live)
- The Open Door (2006)
- Evanescence (2011)
- Synthesis (2017)
- The Bitter Truth (2021)

### Сольные альбомы
- Aftermath (при участии Дэйва Эггара) (2014)
- Recover, Vol. 1 (2016)
- Dream Too Much (2016)[9][10]

### Сотрудничество и другие песни
| Год  | Музыкант                      | Песня                                                                                     | Релиз                                 |
| ---- | ----------------------------- | ----------------------------------------------------------------------------------------- | ------------------------------------- |
| 2000 | Дэвид Ходжес и Эми Ли         | «Breathe»                                                                                 | The Summit Church: Summit Worship     |
| 2000 | Дэвид Ходжес и Эми Ли         | «Fall Into You»                                                                           |                                       |
| 2003 | Big Dismal и Эми Ли           | «Missing You»                                                                             | Believe                               |
| 2004 | Seether и Эми Ли              | «Broken»                                                                                  | Disclaimer II The Punisher: The Album |
| 2007 | Korn и Эми Ли                 | «Freak on a Leash»                                                                        | MTV Unplugged: Korn                   |
| 2008 | Эми Ли                        | «Sally’s Song»                                                                            | Nightmare Revisited                   |
| 2011 | Эми Ли                        | «Halfway Down The Stairs»                                                                 | Muppets: The Green Album              |
| 2019 | Линдси Стирлинг и Эми Ли      | «Love Goes On And On»                                                                     |                                       |
| 2020 | Bring Me The Horizon и Эми ли | «One Day The Only Butterflies Left Will Be In Your Chest As You March Towards Your Death» | Post Human : Survival Horror          |
| 2020 | Halestorm и Эми Ли            | Break In                                                                                  | Reimagined                            |
| 2022 | Дэйв Стюарт и Эми Ли          | Love Hurts                                                                                | Love Hurts (SP)                       |